# Euglena
Pour l’article homonyme, voir Euglena (entreprise).
1 noyau 
2 chloroplastes 
3 granules de paramylon (réserve énergétique proche de l'amidon) 
4 vacuole contractile (système de régulation osmotique)
5 kinétosome 
6 réservoir 
7 flagelle court 
8 capteur de lumiere (oeil rudimentaire) 
9 stigma ("cache" pour le capteur de lumière permettant de connaitre l'orientation du rayonnement lumineux incident)
Genre
Euglena (les euglènes) est un genre commun d’algues vertes flagellées, typiques des Euglénophytes, et souvent présentes dans l’eau (le plus souvent de l'eau douce, mais il existe de rares espèces marines) riche en nutriments.
Utilisant les chloroplastes (photosynthèse) pour se développer ou capable d'utiliser directement la matière organique, on considère l'euglène comme étant un organisme mixotrophe.
La longueur des cellules varie de 20 à 300 µm ; elles sont typiquement cylindriques, ovales, ou fusiformes avec une apparence de flagelle unique. En effet, contrairement à de nombreuses descriptions, c'est un Bikonta , mais dont le très court second flagelle (7 sur la figure) ne sort pas du réservoir. Le nom Euglena dérive des mots grecs eus et  glêne signifiant bon œil et se référant au capteur (stigma) jouant le rôle d'un œil rudimentaire (9 sur la figure).
Les euglènes se divisent par division longitudinale de la cellule. Il n'y a pas de reproduction sexuée connue.
Il a été décrit plus de 100 espèces d’Euglena. Marin et al. (2003) ont passé en revue le genre afin d'en faire un groupe monophylétique, par déplacement de diverses espèces à pellicules rigides vers le genre Lepocinclis et par l'incorporation de diverses espèces sans chloroplaste, précédemment classifiées en tant qu'Astasia et Khawkinea.
Les euglènes possèdent des chloroplastes ramifiés (dits en forme d'étoile) permettant la photosynthèse, de couleur vert clair, bien que certaines espèces soient incolores. Une expérience démontre en effet que les euglènes peuvent perdre ces chloroplastes dans certaines conditions. Si on ajoute un antibiotique comme la streptomycine au milieu de culture des euglènes, la division des chloroplastes est inhibée alors que la division cellulaire n'est pas affectée. Au cours des divisions successives des euglènes, les chloroplastes sont répartis dans les cellules filles, mais au fil des générations, il y en a de moins en moins, ceux-ci ne pouvant plus se diviser. Au bout d'un certain nombre de divisions cellulaires, les cellules filles ne possèdent plus de chloroplastes. Elles deviennent donc hétérotrophes et se comportent comme des cellules animales.
Des applications humaines existent notamment en termes de biocarburant. En 2015, à but d'expérimentation, l'entreprise japonaise Euglena (entreprise) fournit quotidiennement un bus qui effectue 88 km par jour, consommant un carburant composé de carburant standard et de 1 % d'euglena.

## Liste d'espèces
Selon AlgaeBase (22 nov. 2011) :
Selon World Register of Marine Species (22 nov. 2011) :
- Euglena acus Ehrenberg, 1830
- Euglena adhaerens Matvienko, 1938
- Euglena anabaena Mainx, 1926
- Euglena ascusformis Schiller, 1925
- Euglena cantabrica Pringsheim, 1956
- Euglena caudata Hübner, 1886
- Euglena chlamydophora Mainx, 1927
- Euglena clara Skuja, 1948
- Euglena clavata Skuja, 1948
- Euglena communis Gojdics, 1953
- Euglena contabrica E.G. Pringsheim, 1956
- Euglena deses Ehrenberg, 1830
- Euglena elastica Prescott, 1944
- Euglena elongata Schewiakoff, 1891
- Euglena geniculata (F. Schmitz) Dujardin, 1841
- Euglena gracilis G.A. Klebs, 1883
- Euglena granulata (G.A. Klebs) Schmitz, 1884
- Euglena hemichromata Skuja, 1948
- Euglena lata D.O. Svirenko
- Euglena limnophila Lemmermann, 1898
- Euglena magnifica E.G. Pringsheim, 1956
- Euglena minima Francé, 1897
- Euglena mutabilis F. Schmitz, 1884
- Euglena oblonga F. Schmitz, 1884
- Euglena obtusata Schmitz
- Euglena oxyuris Schmarda, 1846
- Euglena pisciformis G.A. Klebs, 1883
- Euglena polymorpha P.A. Dangeard, 1901
- Euglena proxima Dangeard, 1901
- Euglena repulsans J. Schiller, 1952
- Euglena sanguinea Ehrenberg, 1830
- Euglena splendens P.A. Dangeard, 1901
- Euglena terricola (Dangeard) Lemmerman, 1910
- Euglena texta (Dujardin) Hübner, 1886
- Euglena tripteris (Dujardin) G.A. Klebs, 1883
- Euglena tuberculata Swirenko, 1915
- Euglena van-gloori Deflandre, 1928
- Euglena variabilis G.A. Klebs, 1883
- Euglena velata G.A. Klebs, 1883
- Euglena viridis (O.F.Müller) Ehrenberg, 1832
- Euglena ostendensis Kufferath, 1950

Selon ITIS (22 nov. 2011) :
- Euglena acus Ehrenberg
- Euglena agilis Carter, 1856
- Euglena alata Thompson
- Euglena anabaenaminima Mainx
- Euglena arcus
- Euglena charkowiense Swirenko
- Euglena chlamydophora Mainx
- Euglena chlorophoenica Schmarda
- Euglena circularis Gojdics
- Euglena convoluta Korsch. N
- Euglena deses
- Euglena ehrenbergi
- Euglena elastica
- Euglena elongata Schewiakoff
- Euglena fusca (Klebs) Lemmermann
- Euglena geniculata
- Euglena gracilis Klebs
- Euglena grannulata (Klebs) Lemmermann
- Euglena haematodes Lemmermann
- Euglena hemichromata Bs) Lemmermann
- Euglena incurva Matvienko
- Euglena intermedia (Klebs) Schmitz
- Euglena klebsi Mainx
- Euglena limnophila Lemmermann
- Euglena longicaulis Prescott
- Euglena mesnili Bs) Lemmermann
- Euglena minima Bs) Lemmermann
- Euglena minuta Prescott
- Euglena mutabilis
- Euglena oblonga Bs) Lemmermann
- Euglena obtusa Bs) Lemmermann
- Euglena oxyuris Schmarda
- Euglena pascheri Swir.
- Euglena pisciformis Klebs
- Euglena polymorpha Dang.
- Euglena proxima
- Euglena pumila
- Euglena rostifera Johnson
- Euglena rubra
- Euglena sanguinea
- Euglena sociabilis
- Euglena spirogyra
- Euglena spiroides Lemmermann
- Euglena splendens Bs) Lemmermann
- Euglena stellata
- Euglena subehrenbergii Skuja
- Euglena terricola Dangeard
- Euglena torta Stokes
- Euglena tripteris
- Euglena vangoori Defl.
- Euglena variabilis Klebs
- Euglena vermiformis
- Euglena viridis (O. F. Mueller) Ehrenberg